# Mario Andrés Soto
Mario Andrés Soto Eschebach (ur. 17 września 1978  – zm. 16 stycznia 2001 w Bogocie) – kolumbijski kolarz BMX, dwukrotny medalista mistrzostw świata.

## Kariera
Pierwszy sukces w karierze Mario Andrés Soto osiągnął w 1999 roku, kiedy zdobył brązowy medal w kategorii elite podczas mistrzostw świata w Vallet. W zawodach tych wyprzedzili go jedynie Holender Robert de Wilde oraz Francuz Christophe Lévêque. Na tych samych mistrzostwach Kolumbijczyk zajął również czwartą pozycję w konkurencji cruiser, przegrywając walkę o podium z Jasonem Richardsonem z USA. Na rozgrywanych rok później mistrzostwach świata w Córdobie był najlepszy w cruiserze, wyprzedzając dwóch reprezentantów USA: Randy'ego Stumpfhausera i Stevena Veltmana. W wyścigu elite tym razem nie wystartował.
Soto zginął 16 stycznia 2001 roku w wypadku samochodowym w stolicy Kolumbii - Bogocie.